# Цілитель (кінематограф)
Цілитель (англ. Healer) — перший сегмент 3-го епізоду 1-го сезону телевізійного серіалу «Зона сутінків».

## Сюжет
Пізно вночі до приміщення музею проникає злодій Джекі Томпсон. Пробувши там деякий час у пошуках цінних речей, він помічає звичайний на перший погляд камінець. В момент, коли він хапає знахідку, починає лунати сигналізація, після чого злодій чимдуж біжить до вікна, через яке він зміг проникнути в музей. Однак його наздоганяє охоронець та, вистріливши з пістолета, наносить йому смертельну рану. Пробігши деяку відстань, злодій падає на землю. Він мав би померти від втрати крові, однак камінь, вкрадений ним в музеї, починає проявляти цілющі властивості, після чого Джекі одужує, а рана повністю затягується. За допомогою цього ж каменю Джекі повертає до життя свого друга Гаррі, який перед цим помирає від серцевого нападу. Врятований Гаррі пропонує Джекі заробляти цим гроші, виступаючи на телебаченні та проводячи сеанси зцілення хворих, на що той погоджується. Так дрібний злодій Томпсон перетворюється на могутнього Брата Джона, який повністю виліковує безнадійно хворих людей начебто силою молитви, а насправді ж йому допомагає його безцінна знахідка, що фактично перетворилася на знаряддя для заробляння грошей. Після одного з сеансів до Брата Джона та Гаррі підходить американський індіанець на ім'я Дуенде та просить повернути йому цілющий камінь, наполягаючи, що він належить його народові. Брат Джон починає сумніватися та вже готовий віддати камінець, однак Гаррі починає активно заперечувати, а Брат Джон, незважаючи на сумніви, приймає сторону друга. Індіанець погоджується з їхнім рішенням, однак промовляє, що з цього моменту все буде вже не так, як раніше. Після інциденту камінець втрачає свої властивості — крім того, у Брата Джона знову з'являється та сама рана від вогнепальної зброї, яку перед цим вилікувала його знахідка. Коли Брат Джон, вийшовши з приміщення, де він проводив сеанси, падає біля смітника та починає помирати, перед ним знову постає Дуенде та каже, що свої властивості камінь проявляє тільки в «чистих» руках. Після цих слів Брат Джон передає камінець глухому від народження хлопчикові, якого перед цим марно намагався вилікувати, та знову зцілюється. Далі вже він виліковує хлопчика та передає камінь його законному володареві — індіанцю. В цей момент Джекі Томпсон перестає бути Братом Джоном та вже не може так допомагати людям, як він це робив з його знахідкою, однак відчуває, що його особистість зазнала рішучих змін і тепер він здатен на співчуття до оточуючих, яке раніше було в нього повністю відсутнє.

## Ролі виконують
- Ерік Богосян — Джекі Томпсон
- Вінсент Гарденіа — Гаррі Фолк
- Роберт Констанцо — Джо Рубелло
- Джоакін Мартінес — Дуенде
- Адам Ферріс — хлопчик
- Джой Панкін — мати хлопчика
- Ед Леві — сусід
- Вівіан Боннел — чорношкіра жінка
- Ентоні С. Джонсон — охоронець музею

## Оповіді
Оповідь на початку епізоду характеризує особистість Джекі Томпсона до того, як з ним відбулися кардинальні зміни, при цьому начебто застерігає його від подальших дій та дає повне уявлення про нього глядачеві: «Ех, Джекі, Джекі, яка ж ти людина! Лазиш по дахах, по чужих вікнах, дрібний злодіяка з мрією про багатство та вітром в порожніх кишенях. Не чіпай це вікно, Джекі, не відчиняй його, увійти туди просто, а вийти складніше, ти хочеш чимось поживитися, але там — зона сутінків!»
Друга оповідь — наприкінці епізоду — характеризує Джекі вже як особистість, що зазнала кардинальних позитивних трансформацій у своїй свідомості та сприйнятті світу: «Тепер він Джон, тепер він вже більше не Джекі. Нехай не Брат Джон, заступник всіх людей, проте він здатен співчувати ближньому своєму, адже весь секрет співчуття ми всі з часом зрозуміємо. Без доброго серця й диво не зцілює — навіть у зоні сутінків».

## Релізи
Прем'єрний показ епізоду відбувся 11 жовтня 1985 у Великій Британії.